# Muthurayana Hosahalli Kaval, Hunsur
Muthurayana Hosahalli Kaval là một làng thuộc tehsil Hunsur, huyện Mysore, bang Karnataka, Ấn Độ.